# Yuka Hirata
Yuka Hirata (平田 裕香 Hirata Yuka?) (Sapporo, Hokkaidō, Japón; 15 de septiembre de 1983) es una actriz, actriz de voz, tarento y gravure idol japonesa. Interpretó a la villana Mele en la serie Super Sentai Jūken Sentai Gekiranger. También ha aparecido en Food Fight, en un episodio de Carlos y varios videos de idols.

## Carrera
En el 2010, apareció en la película de acción real Wonderful World con los actores de voz Mamoru Miyano, Tomokazu Sugita, Tomokazu Seki, Showtaro Morikubo y Daisuke Namikawa.

## Filmografía

### Película
- Juken Sentai Gekiranger: Nei-Nei! Hou-Hou! Hong Kong Decisive Battle (2007): Mele (メレ?)
- Juuken Sentai Gekiranger vs. Boukenger (2008): Mele (メレ?)
- Engine Sentai Go-onger vs. Gekiranger (2009): Mele (メレ?)
- Kamen Rider Ghost: The 100 Eyecons and Ghost's Fated Moment (2016): Himiko
- Uchu Sentai Kyuranger vs. Space Squad (2018): Mele (メレ?)

### Televisión
- Rokubanme no Sayoko (2000): Tōko Hirabayashi
- Jūken Sentai Gekiranger (2007): Mele (メレ?)
- Kamen Rider W (2010): Kyoko Todoroki
- Hikōnin Sentai Akibaranger (2013): Nurse Hirata

### Televisión animada
- Shikabane Hime (2008): Ruo Minai
- Cross Game (2009): Risa Shido
- Hajime no Ippo (2009): Kumi Mashiba
- Sengoku Otome: Momoiro Paradox (2011): Masamune Date
- Yu-Gi-Oh! Arc-V (2015): Melissa Claire

### Vídeo Original de Animación (OVA)
- Nozoki Ana (2013): Makiko Terakado

### Doblaje al japonés

#### Acción en vivo
- The Gentlemen: Rosalind Pearson (Michelle Dockery)[2]
- Legends of Tomorrow: Zari Tomaz (Tala Ashe)[3]

#### Animación
- Trolls World Tour: Satin and Chenille[4]

## Radio

### Drama de radio
- Nissan A, Abe Reiji: Beyond the Average (2009): Satsuki Himekawa
- River Side Cafe (2013 a 2014): Saki Nonomiya

### Presentadora
- Music Line (2014–15)